# 1848年美國總統選舉
1848年美國總統選舉（1848 United States presidential election）是第16屆美國總統選舉，由輝格黨提名的扎卡里·泰勒對上民主黨提名的劉易斯·卡斯，前總統馬丁·范布倫則以自由土地黨身份參選。最終泰勒以47.3%得票率、163張選舉人票當選總統。